# 羅森
羅森（らしん、1821年-1899年）はマシュー・ペリーに随行した中国人通訳。1854年、ペリーの二度目の来航時に日本を訪れた。日本滞在中の経験を「日本日記」として著し、幕末の日本を清国やアメリカに紹介した。字は向喬、広東の出身。

## 経歴・人物
科挙に通るほどの教養があったとされているが、生い立ち、ペリーに随行するまでの身分はよくわかっていない。ペリーの公式通訳官、サミュエル・ウィリアムズ（中国名：衛三畏）はペリーの２回目の来航時（1854年）、香港で羅森を雇った。
羅森は英語が達者であり、漢文・漢詩に精通していたが、日本語はまったく話せなかった。いっぽう江戸幕府の役人は英語はできなかったが四書五経などの素読を通じて漢文は書けた。したがって日米和親条約の締結交渉では羅森が筆談通訳として活躍した。日米和親条約には漢文版があった。
ペリー一行は琉球、横浜、下田、箱館等に寄港した。その間羅森は林復斎、平山省斎、堀達之助、合原猪三郎、吉田松陰、大槻磐渓、関藍梁などと交流した。羅森は香港に帰着後、琉球と日本に関する見聞記を発表し、1854年11月に英華書院から発行された月刊誌「遐邇貫珍」に中国語の「日本日記」が掲載された。英語に翻訳されたものがアメリカ議会の公式文書「ペリー艦隊日本遠征記」（1856–1857）に収録されたが、そこでは羅森の名は伏せられて「ある中国人」とされている。
吉田松陰はアヘン戦争以降の太平天国の乱を含む清の事情を羅森が著した「満清紀事」（別名「南京紀事」）を「清国咸豊乱記」として注釈を加えて翻訳し、幕末の思想に影響を与えた。
羅森は日本滞在中、日本人から扇子などに漢文を書くことを頼まれたり、自筆入りの扇子を送ったりした。箱館入港時に応接した松前藩家老・松前勘解由に贈った扇子は子孫から松前町に寄贈され、町の有形文化財となっている。
また、1862年に文久遣欧使節が香港に上陸した際に、羅森は一行と交流している